# Nakatosa (Kōchi)
Nakatosa (中土佐町 Nakatosa-chō?) es un pueblo localizado en la prefectura de Kōchi, Japón. En junio de 2019 tenía una población estimada de 6.234 habitantes y una densidad de población de 32,3 personas por km². Su área total es de 193,20 km².

## Geografía

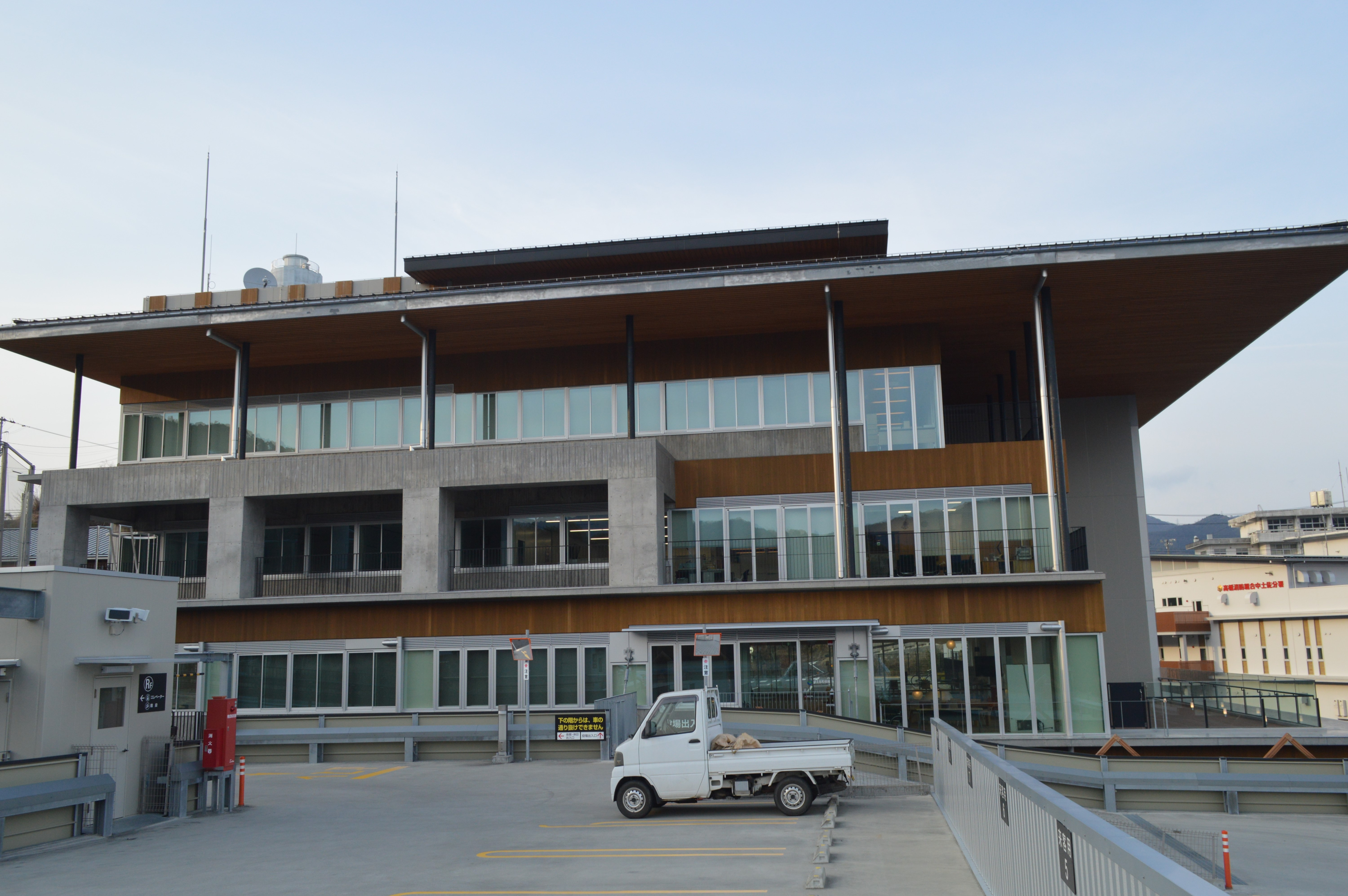
Nakatosa Town Hall

### Localidades circundantes
- Prefectura de Kōchi
  - Shimanto
  - Susaki
  - Tsuno

## Demografía
Según los datos del censo japonés, esta es la población de Nakatosa en los últimos años.
| 1995  | 2000  | 2005  | 2010  | 2015  |
| ----- | ----- | ----- | ----- | ----- |
| 9.321 | 8.722 | 8.320 | 7.605 | 6.840 |